# Mijaíl Vrúbel

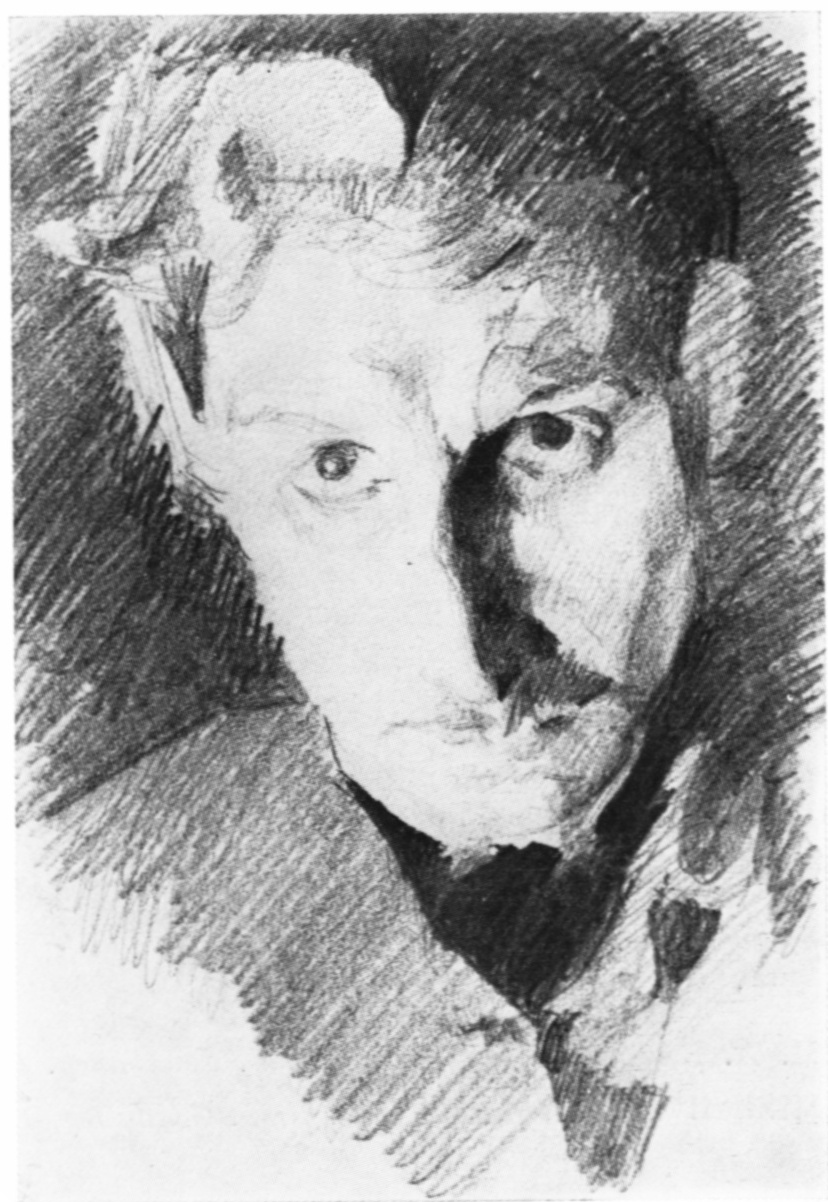
Autorretrato de Mijaíl Vrúbel, 1885.

Mijaíl Aleksándrovich Vrúbel (en ruso: Михаил Александрович Врубель; Omsk, Siberia, el 17 de marzo de 1856 - San Petersburgo, 14 de abril de 1910) fue un pintor ruso relacionado con el movimiento simbolista, en el que sintetizaba elementos del arte nativo ruso con influencias occidentales y bizantinas. En realidad, de manera deliberada, quedó por encima de las tendencias artísticas de su época, de manera que el origen de su inusual estilo debe buscarse en la pintura bizantina tardía y primer Renacimiento.
Nació en Omsk; hijo de padre polaco y madre rusa, y se trasladó a San Petersburgo en 1874 para estudiar derecho. Abandonó los estudios de derecho y, en 1880, ingresó en la Academia de Bellas Artes y en 1896 contrajo matrimonio con la soprano Nadezhda Zabela.
Realizó numerosas ilustraciones sobre demonios, inspirado por el poema de "El demonio" de Mijaíl Lérmontov.
Desafortunadamente, su carrera se vio truncada por una enfermedad mental y la ceguera.
Vrúbel tiene un gran volumen de obras, que incluye murales, mosaicos en iglesias, ilustraciones de libros, escenografías, acuarelas y pinturas al óleo.

## Libro: Mijaíl Aleksándrovich Vrúbel: vida y obra.
En el año de 1911, Stepán Petróvich Yarémich (1869-1939), pintor, coleccionista y profesor en el Museo del Hermitage escribió el libro sobre la vida y obra de Vrúbel (en ruso: Степан Петрович Яремич. Михаил Александрович Врубель: жизнь и творчество), el cual es el primer volumen de una serie de monografías ilustradas sobre pintores rusos y fue publicado bajo la dirección de Ígor Emmanuílovich Grabar (1871-1960), autor de la monumental Historia del arte ruso (1909–1916). 
El libro tiene reproducciones en blanco y negro de obras de Vrúbel y se encuentra en idioma ruso.

## Obra

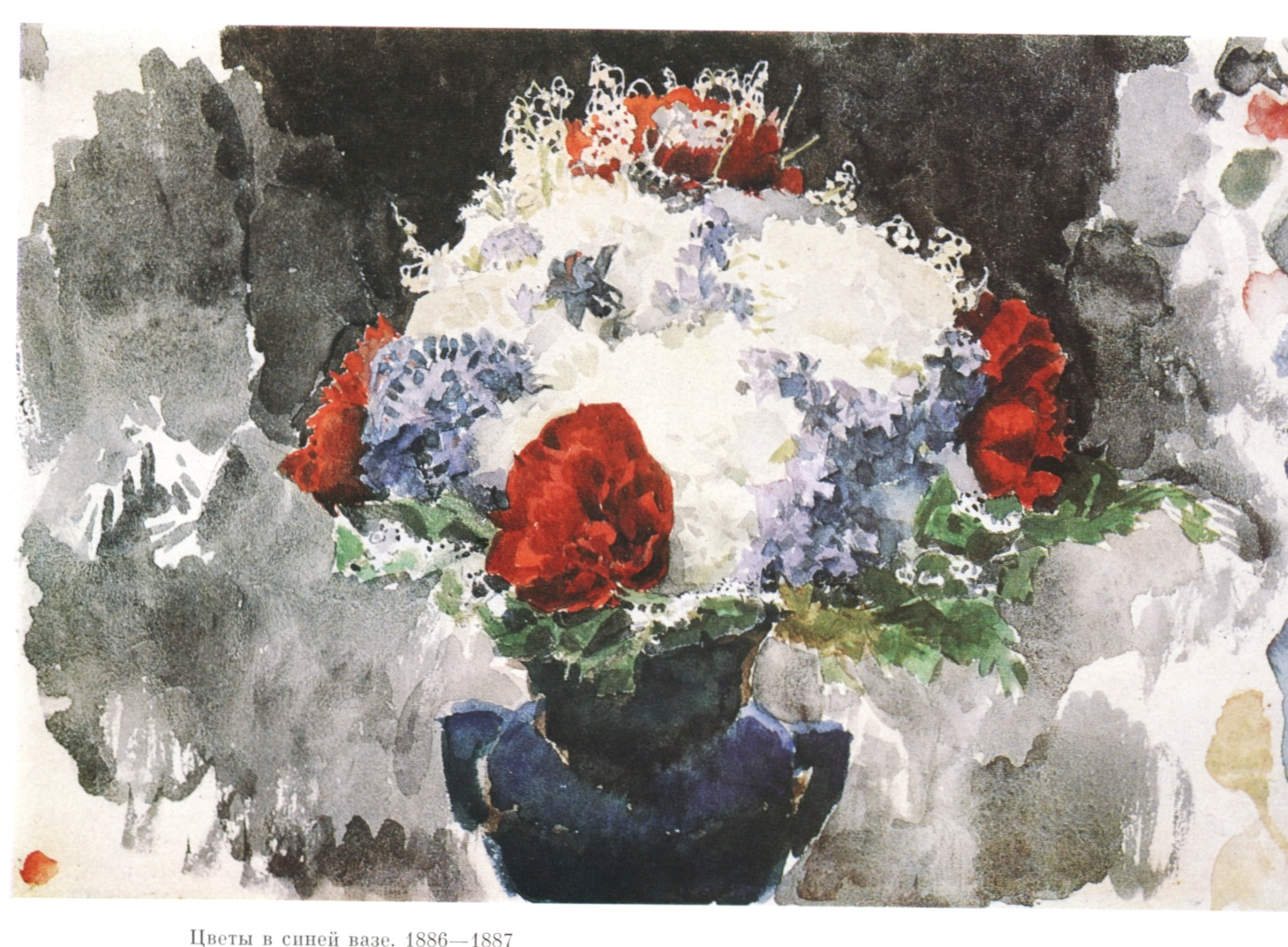
Flores en un jarrón azul, 1887
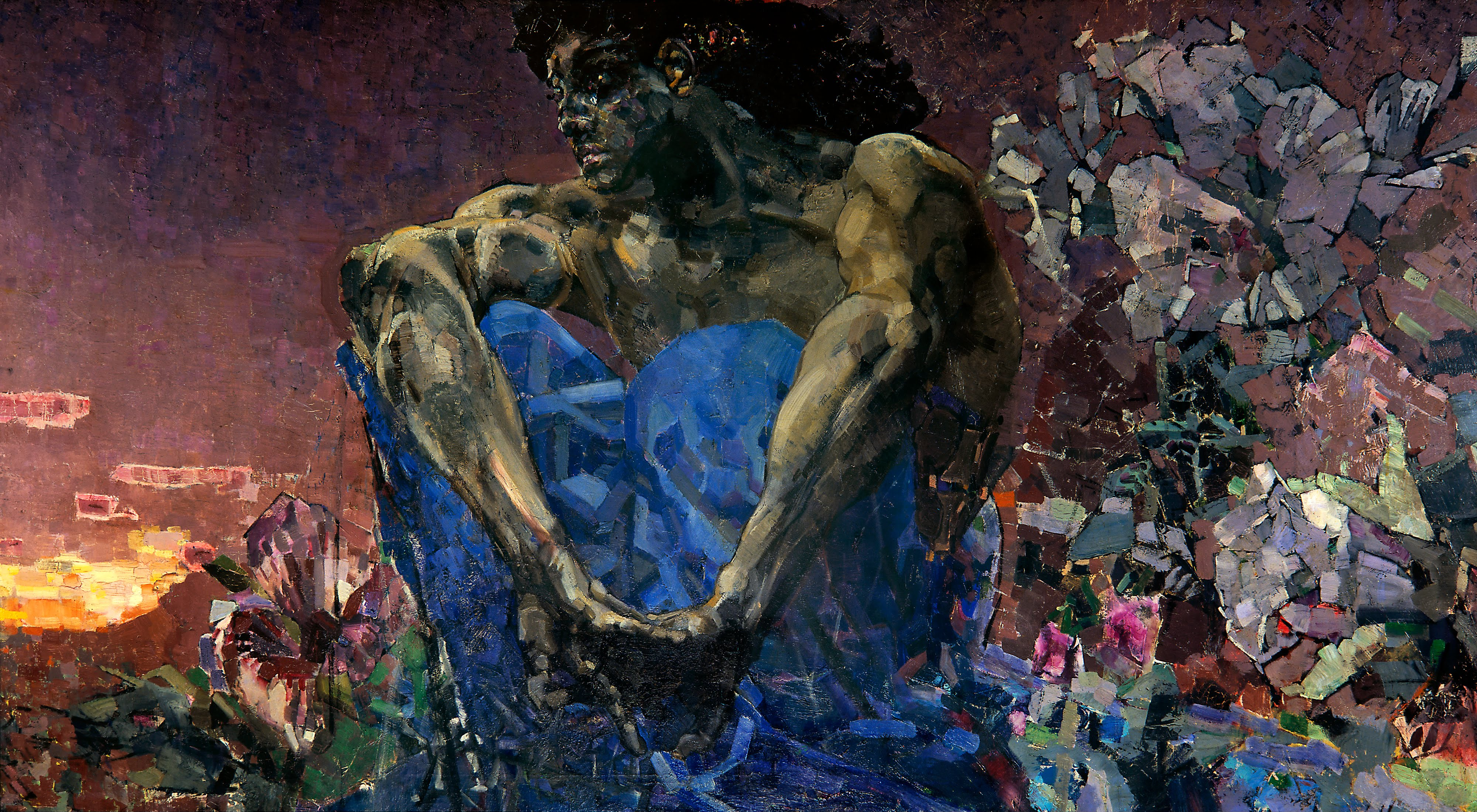
Demonio sentado en el jardín, 1890
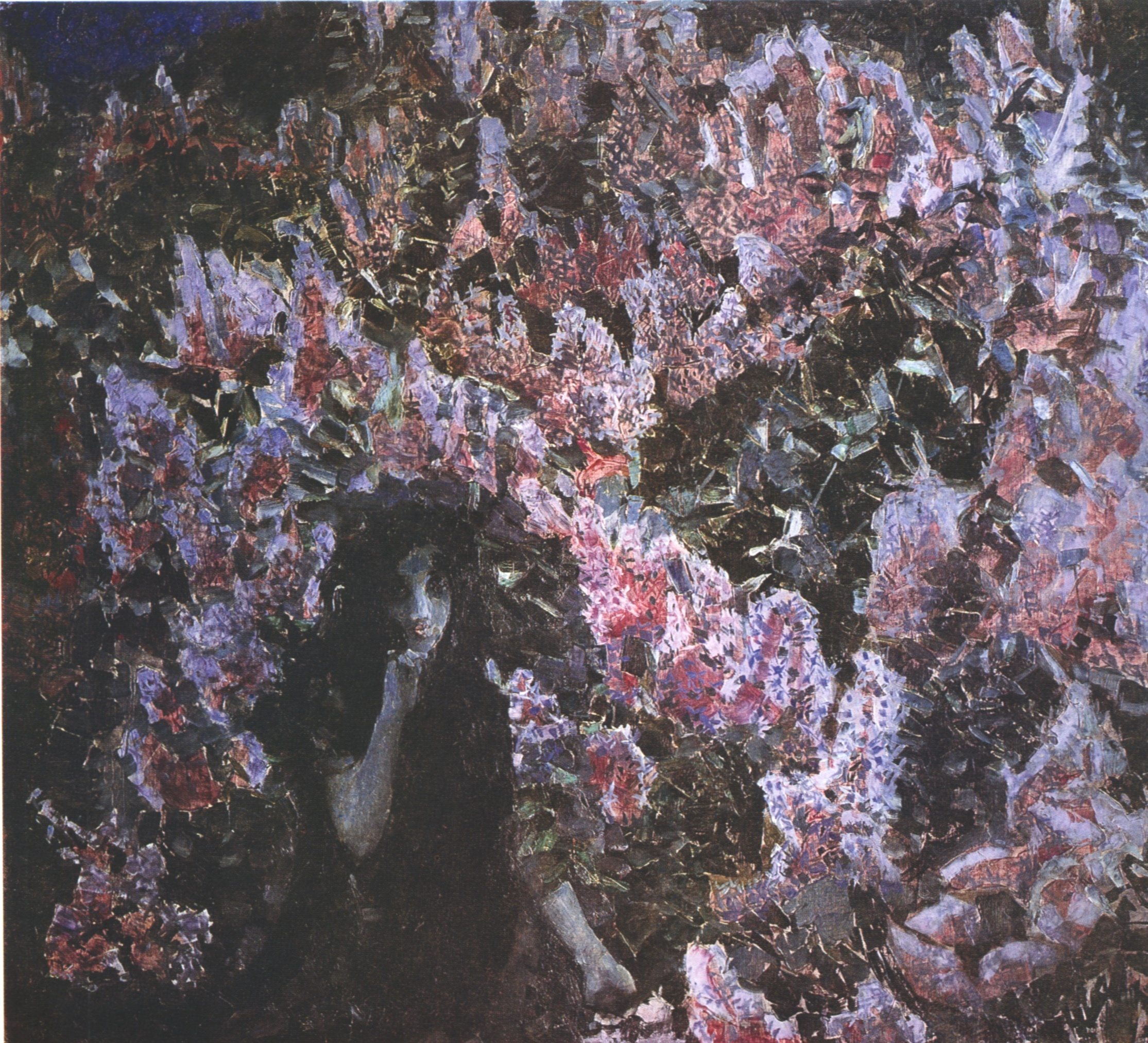
Lilac, 1900
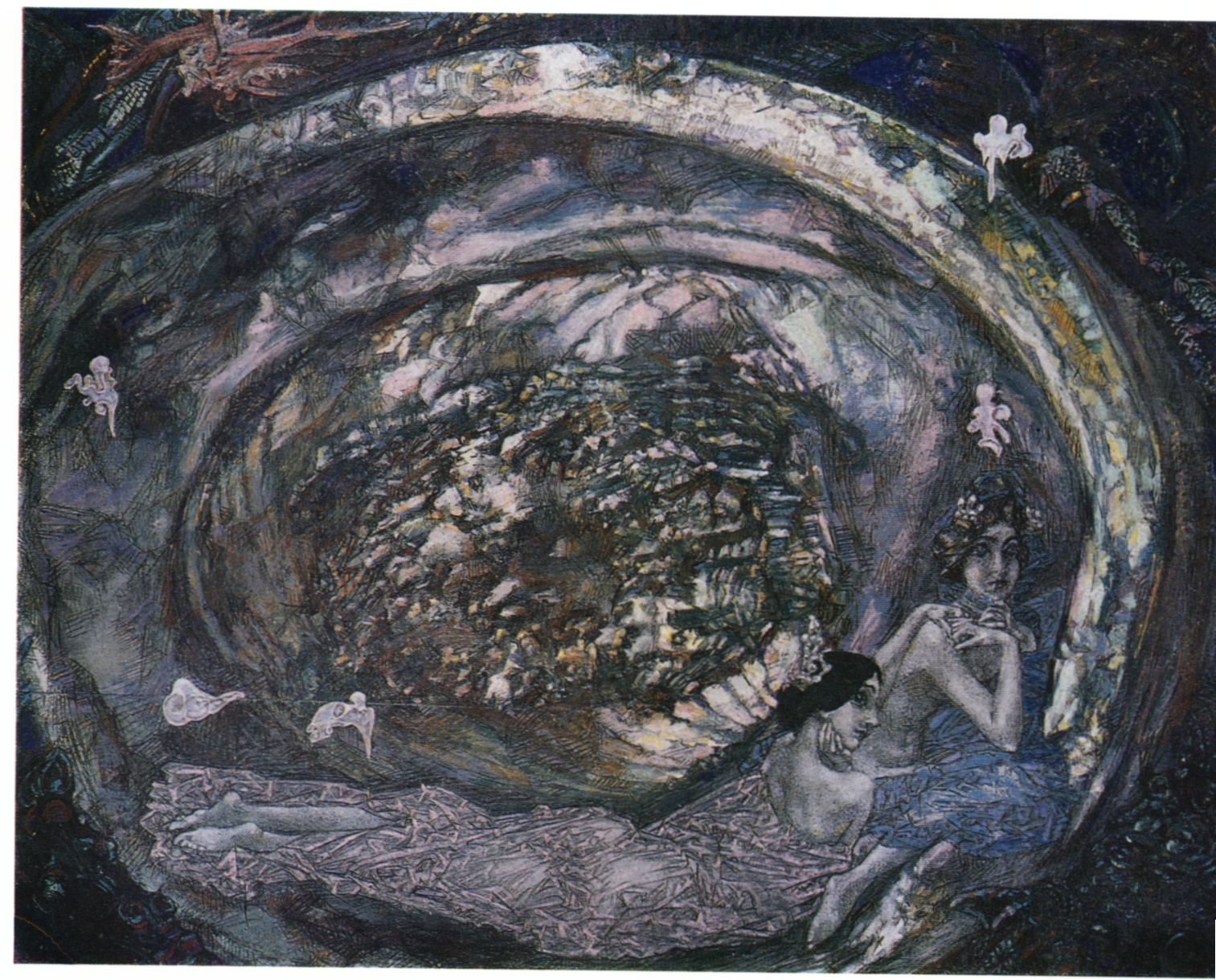
Madreperla, 1904
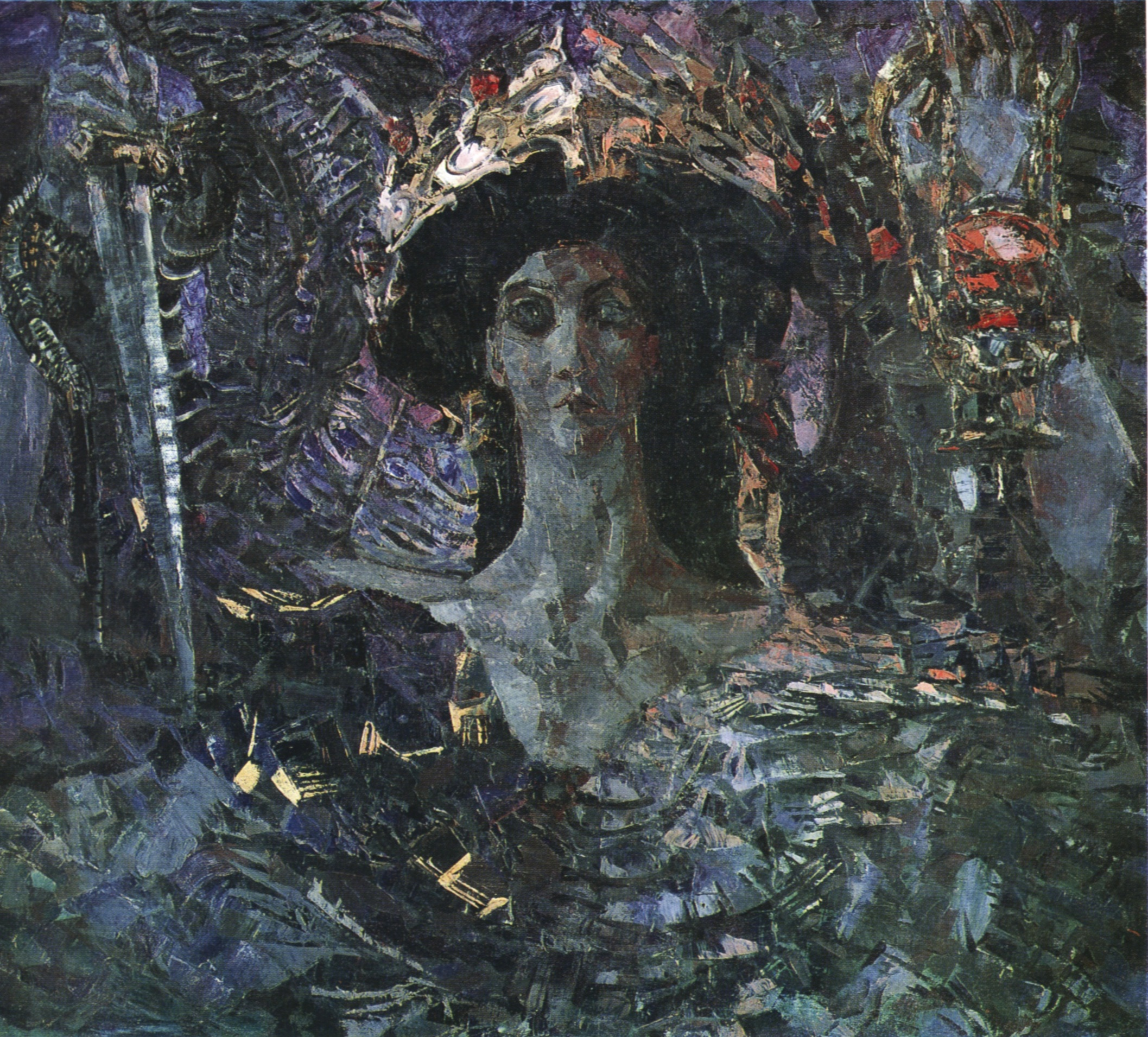
Serafín (Azrael), 1904
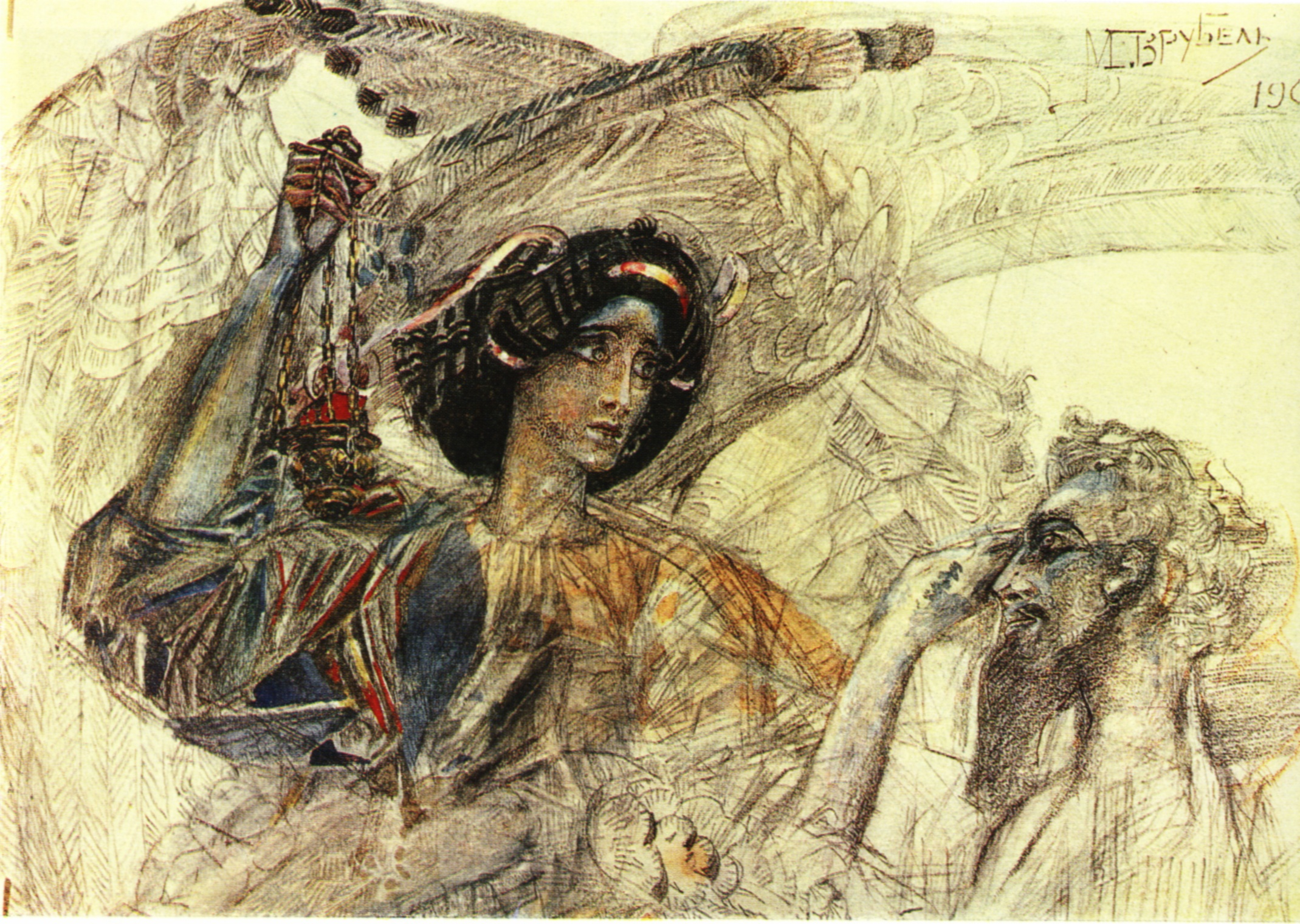
Serafín (del poema Profeta, de Pushkin), 1905

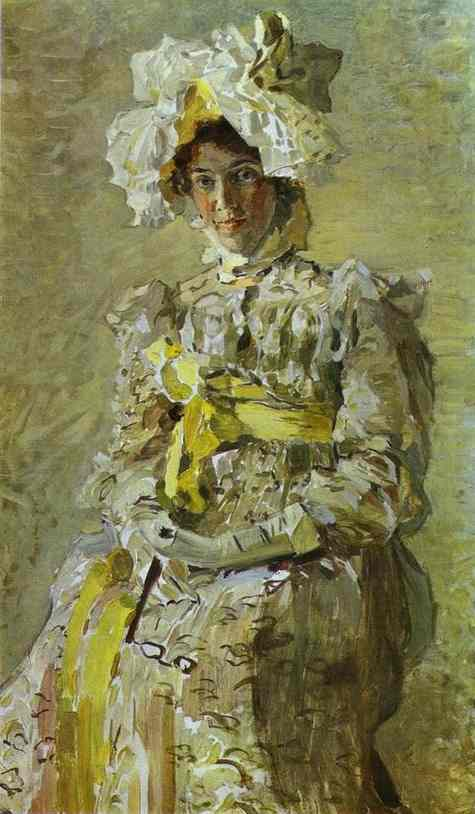
Nadezhda Zabela-Vrúbel, esposa del artista, (1898).
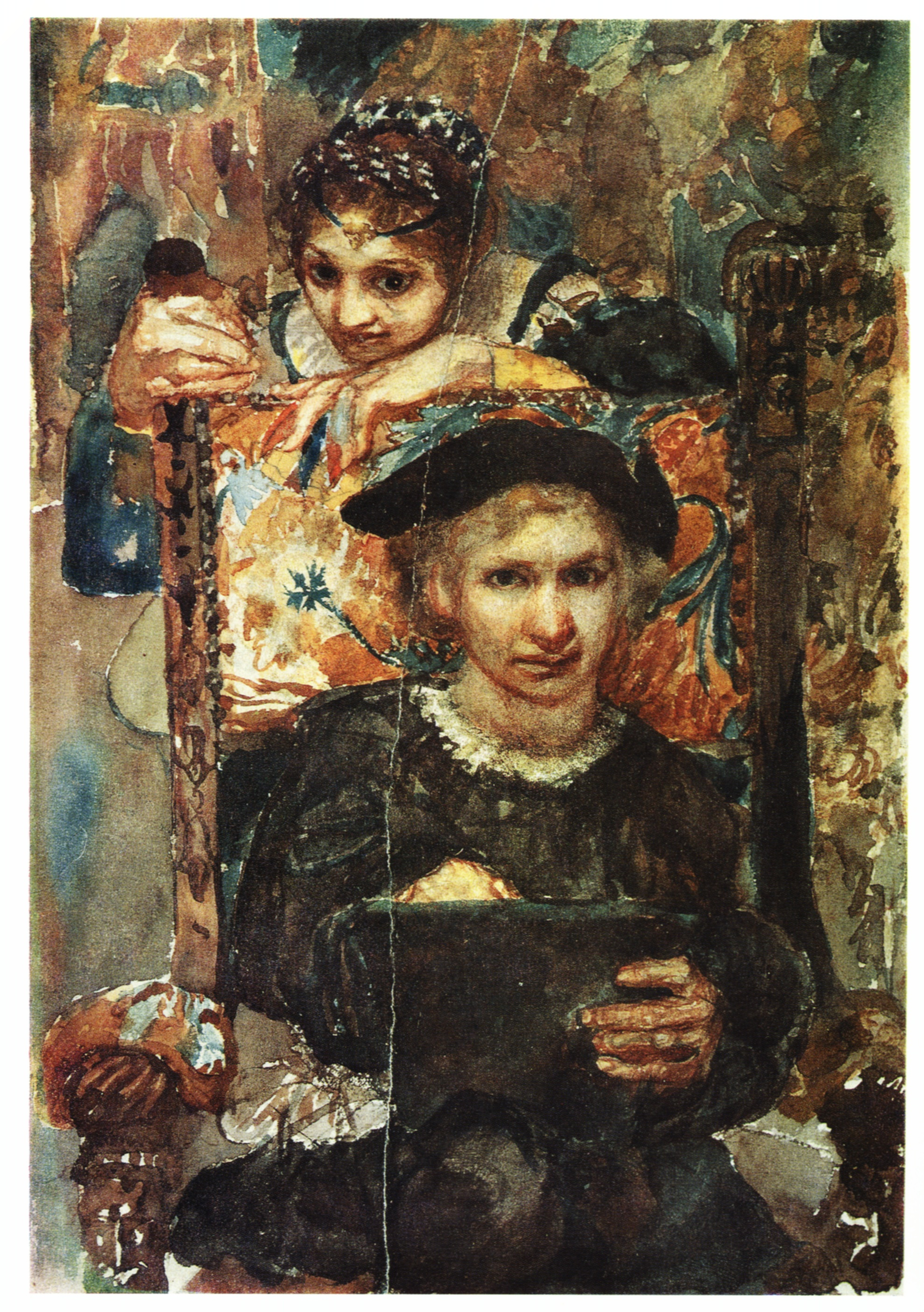
Hamlet y Ofelia, 1883
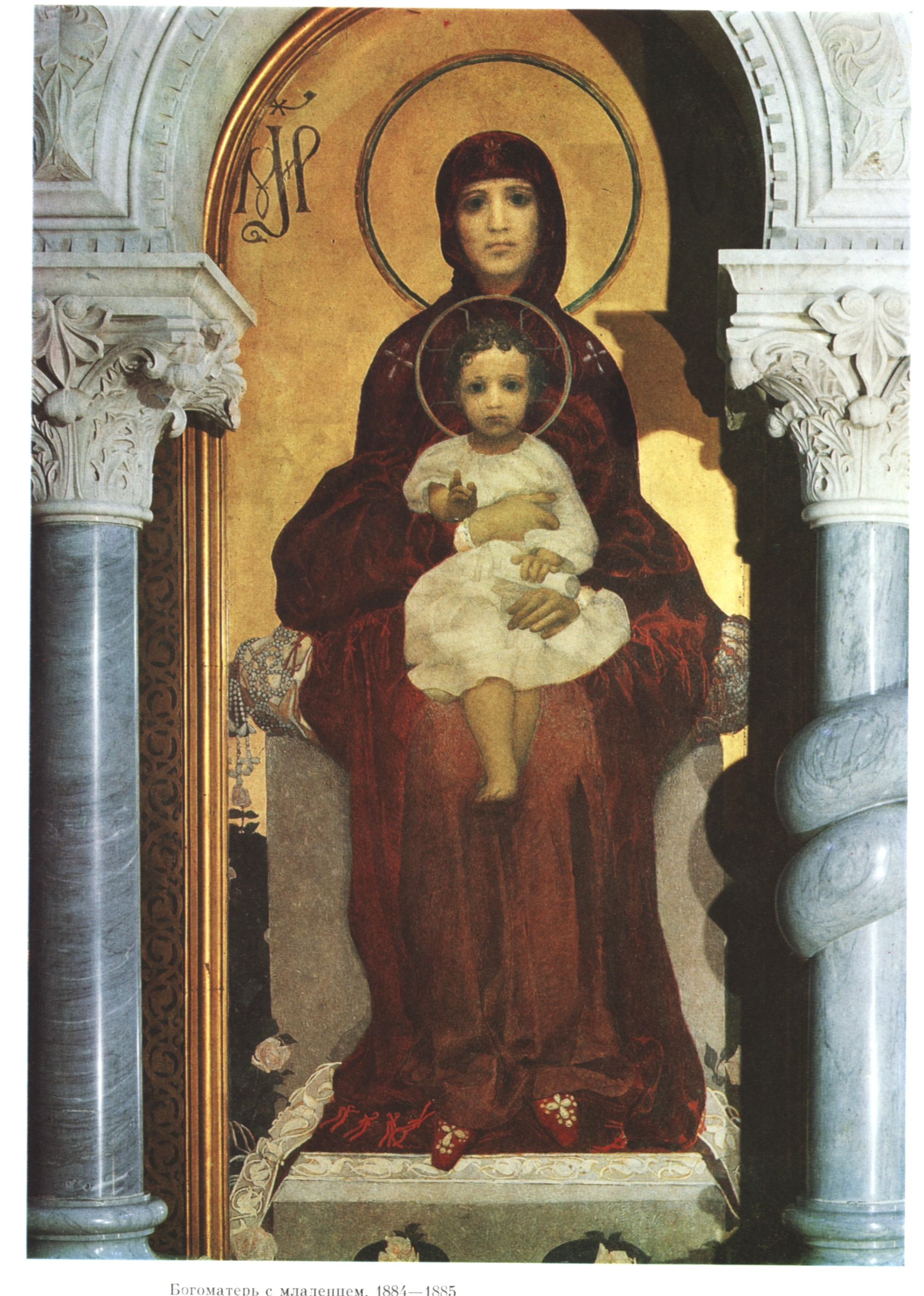
La Virgen y el Niño Jesús, 1884
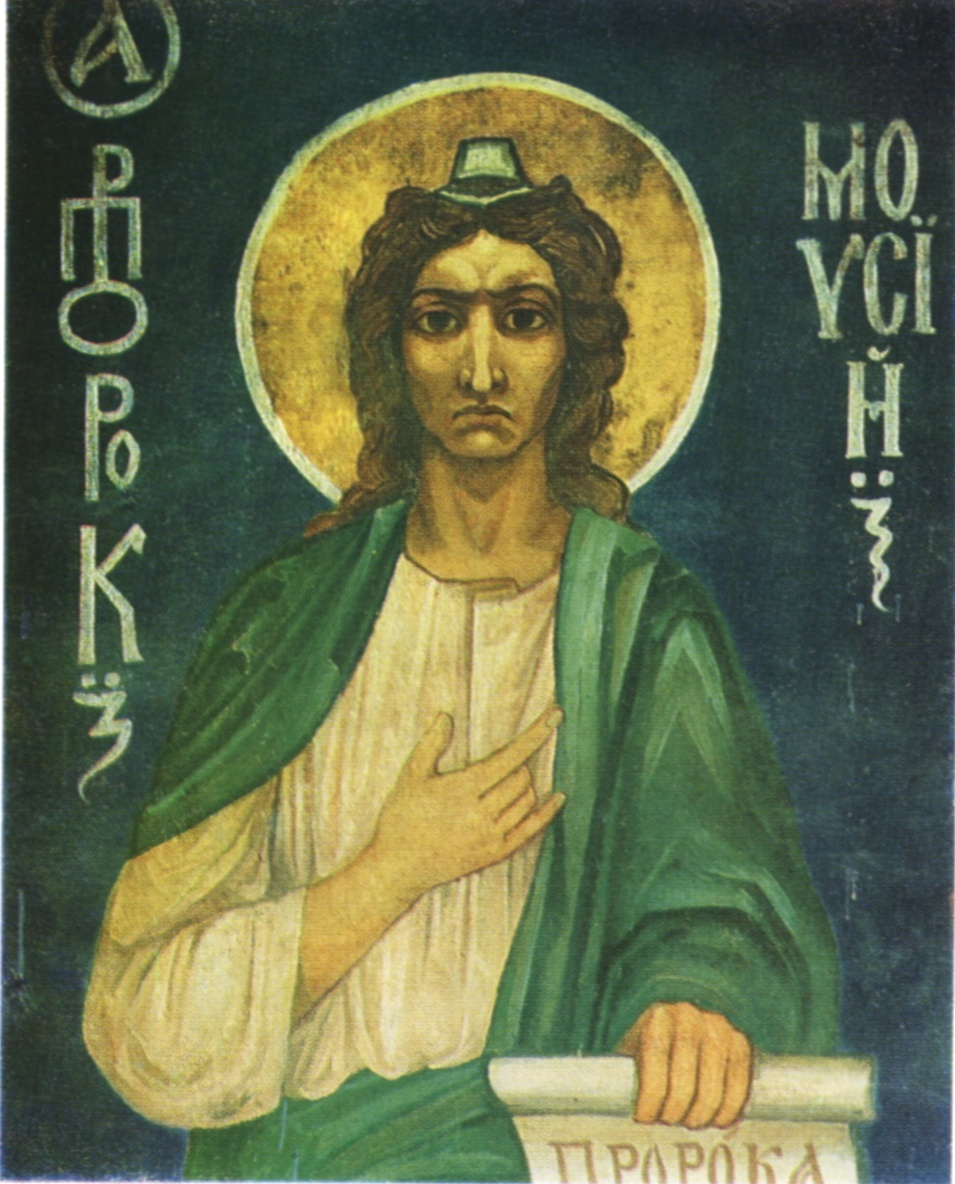
Moisés, 1884
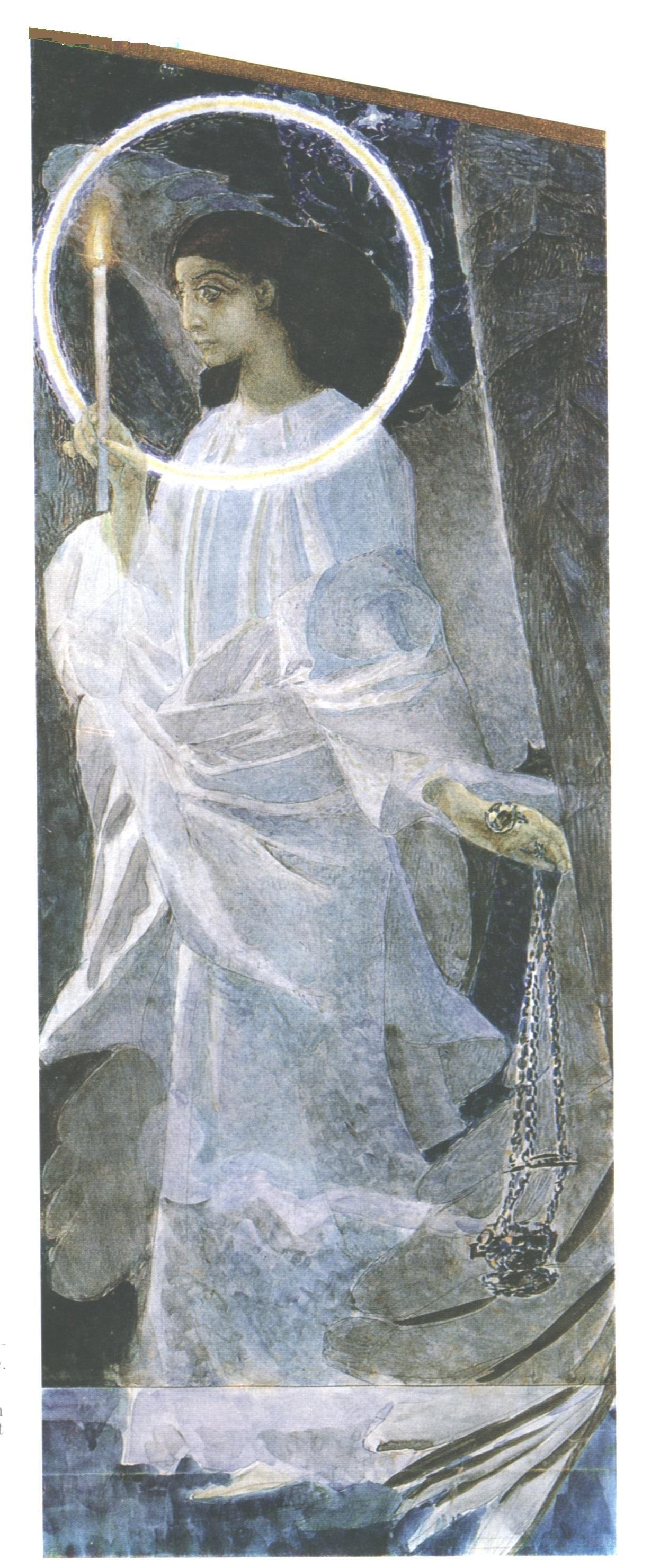
Ángel con incensario y vela, 1887
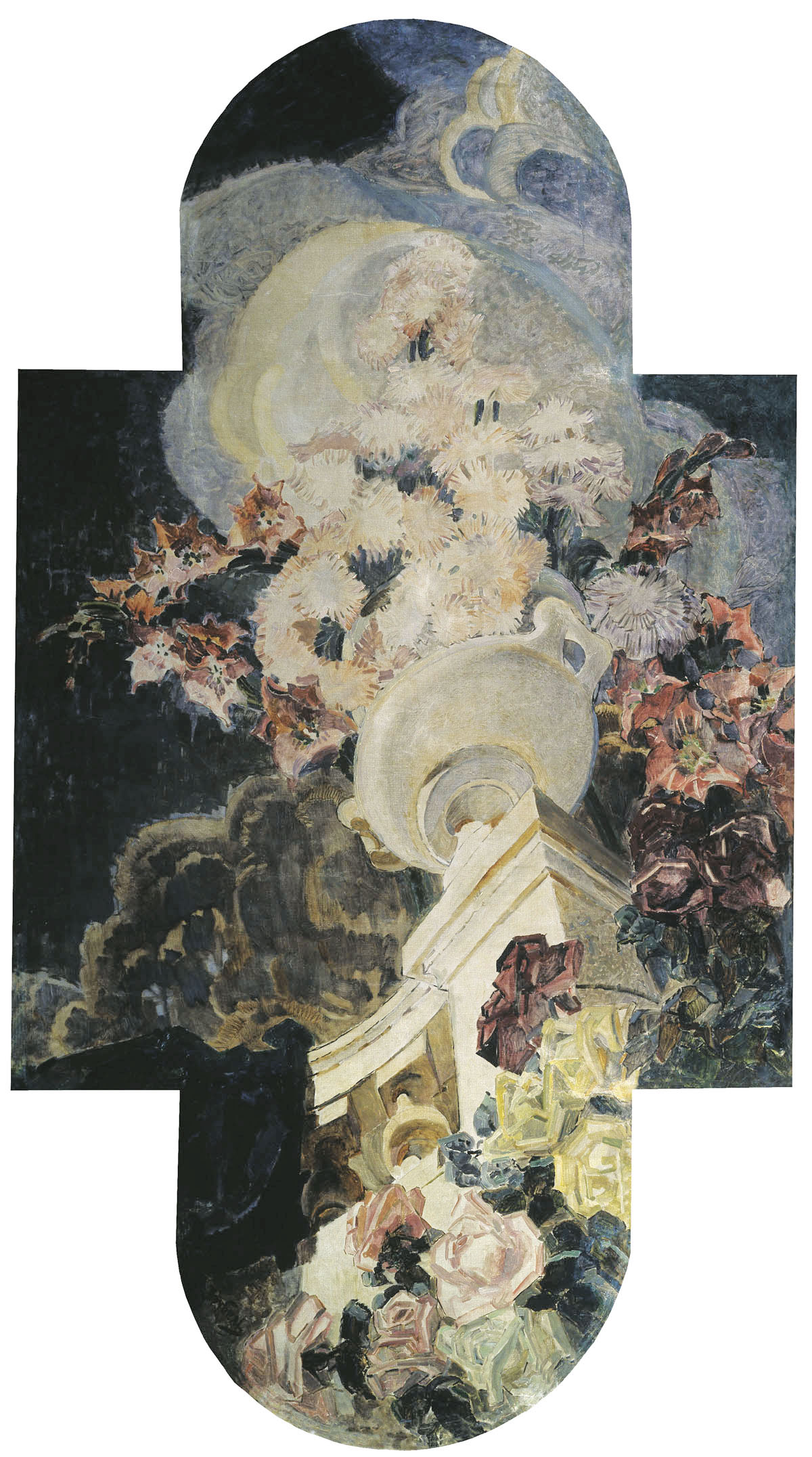
Crisantemos, 1894
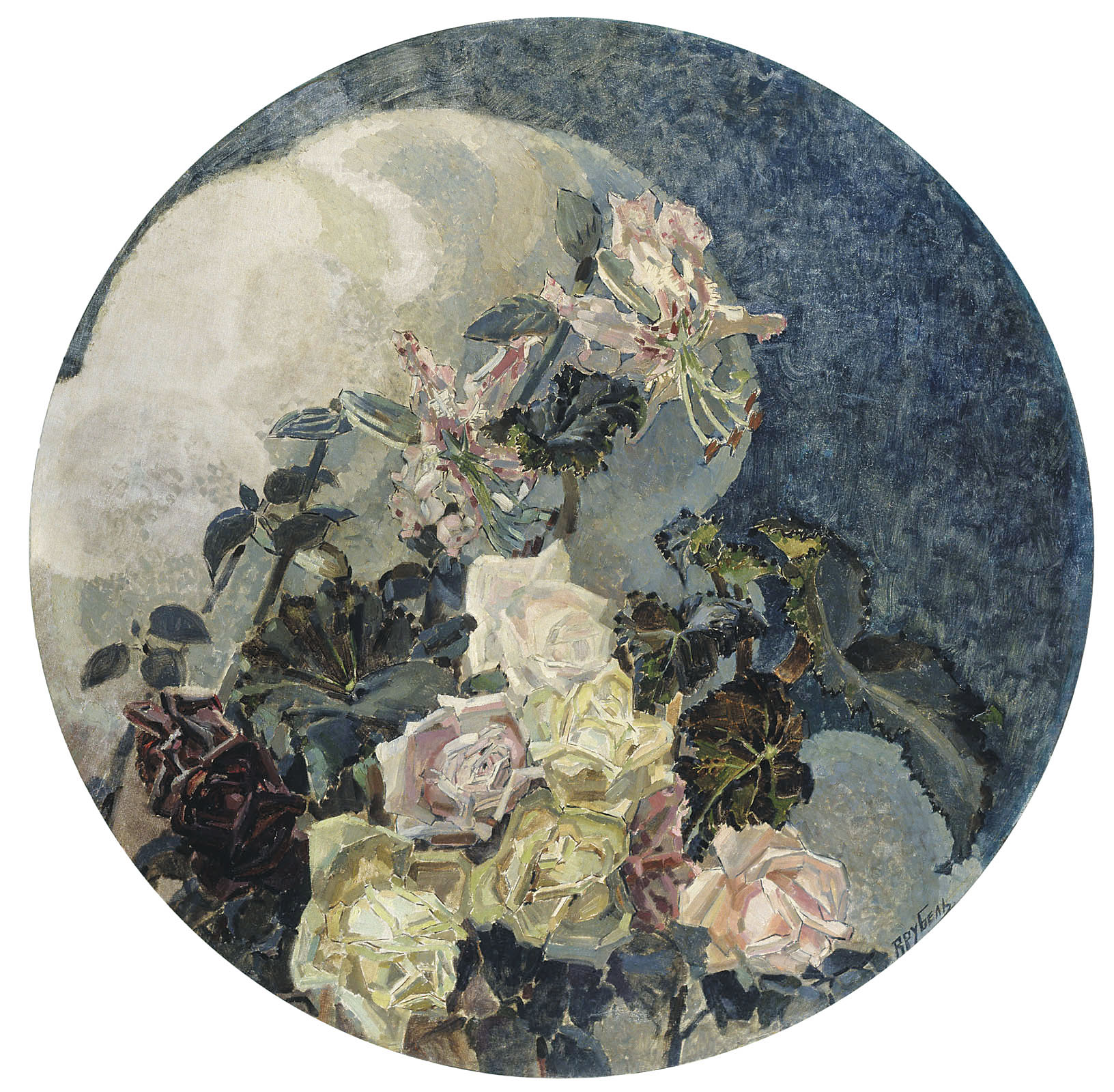
Rosas y orquídeas, 1894
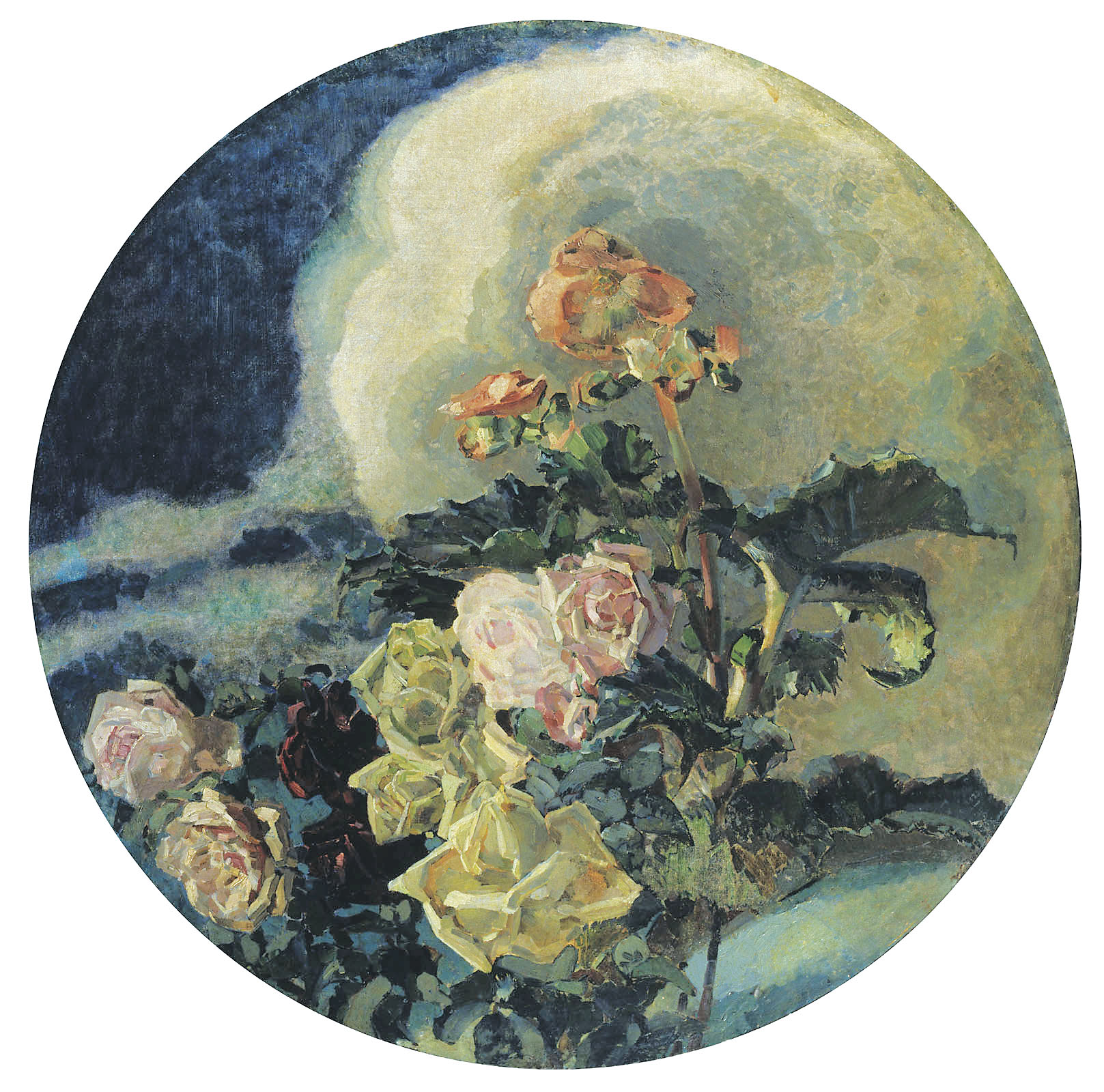
Rosas amarillas, 1894
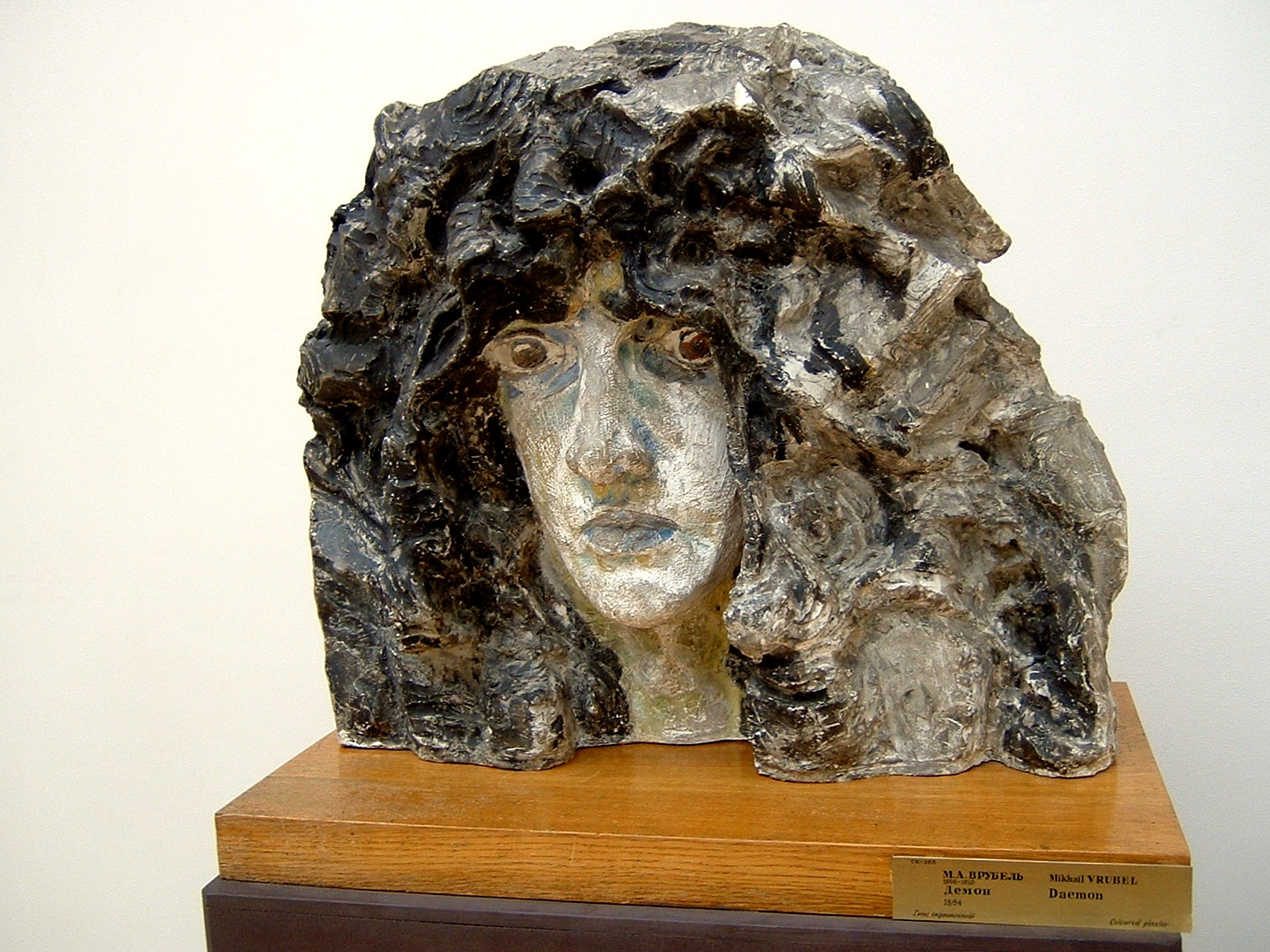
Demonio (cerámica), 1894
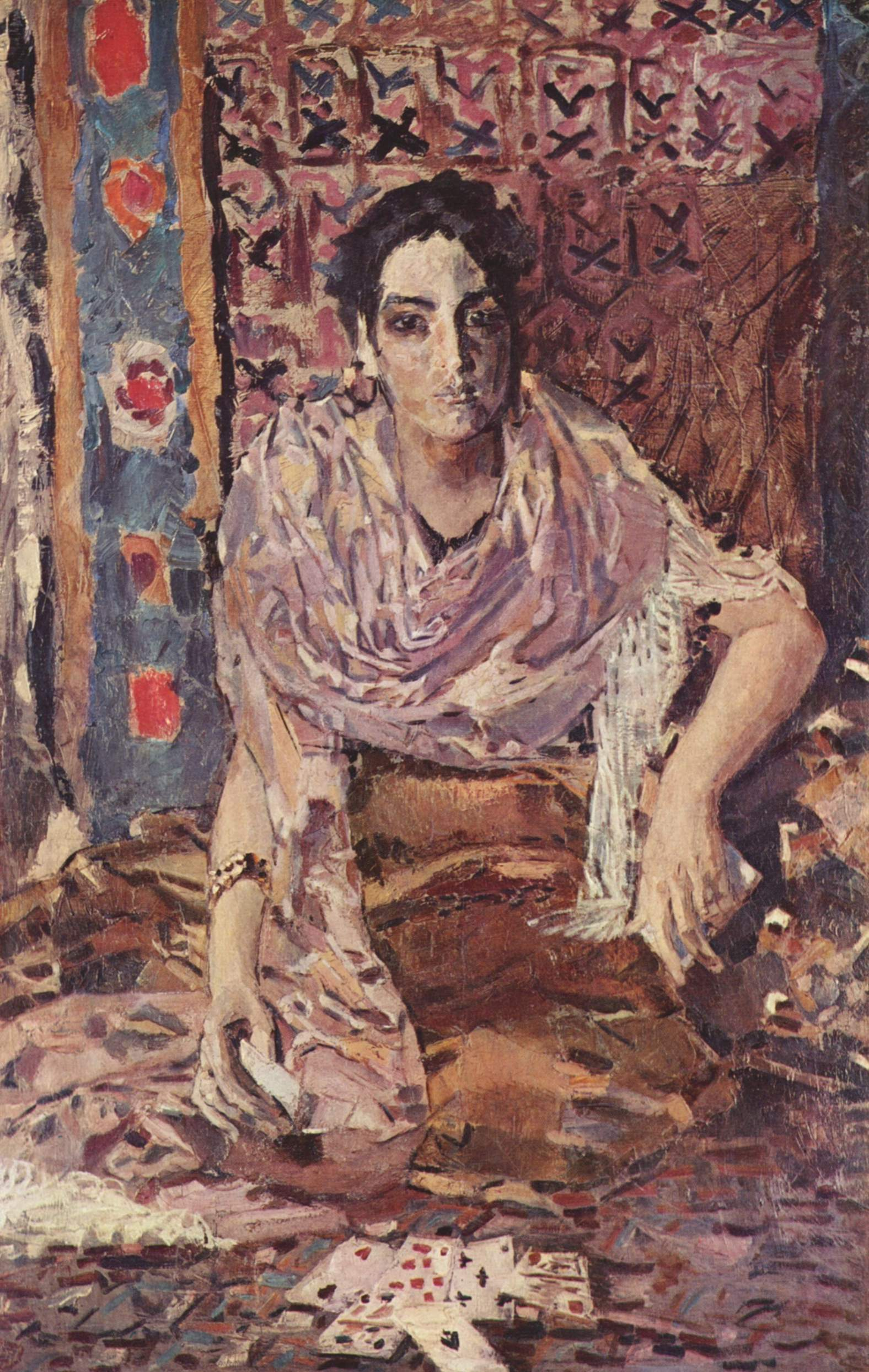
La adivina, 1895
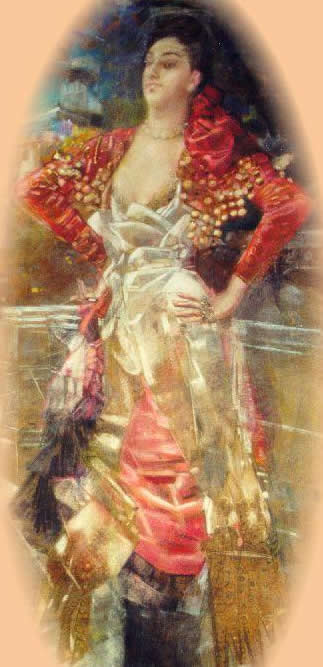
Retrato de La Bella Otero, 1898
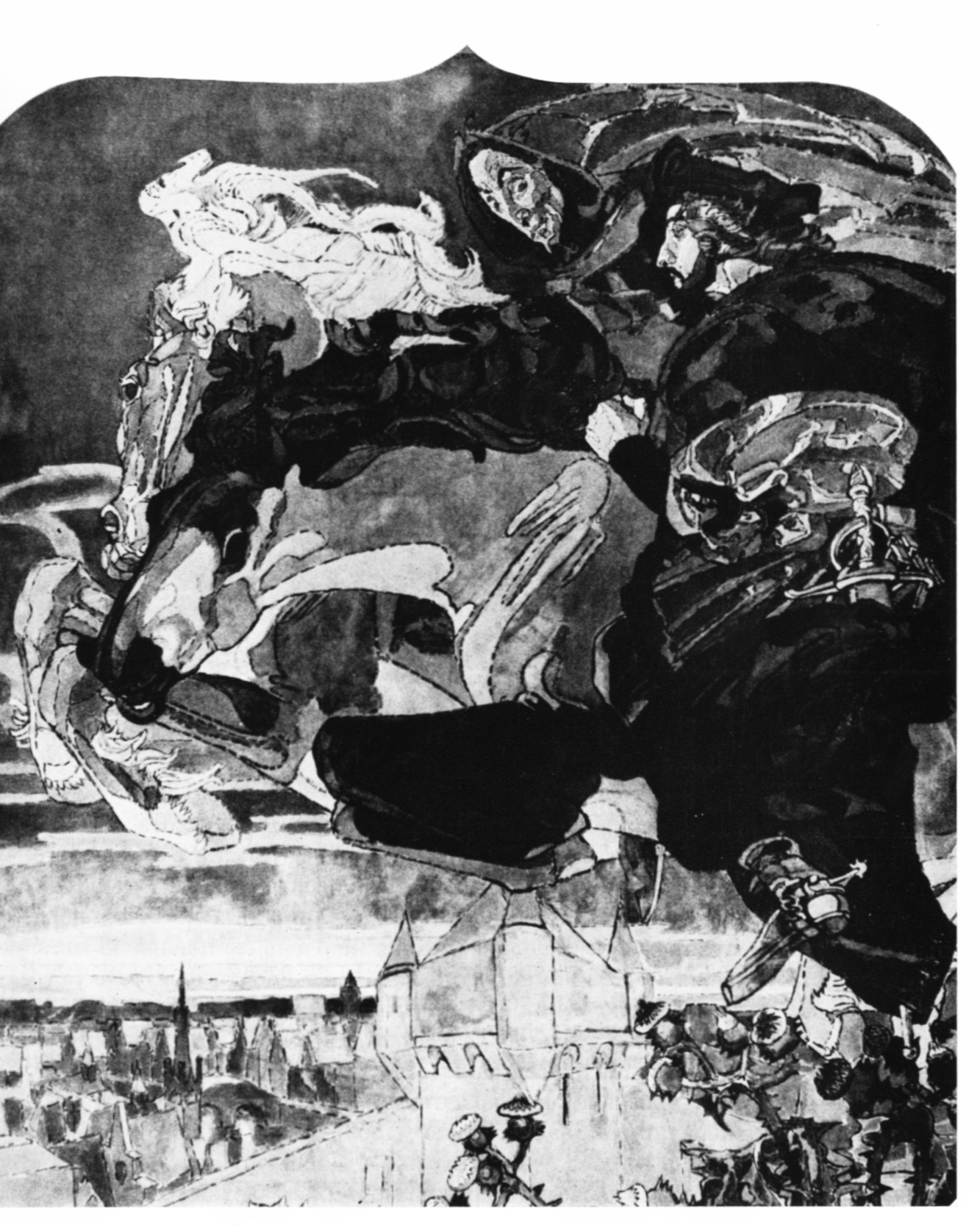
Vuelo de Fausto y Mefisto, 1896
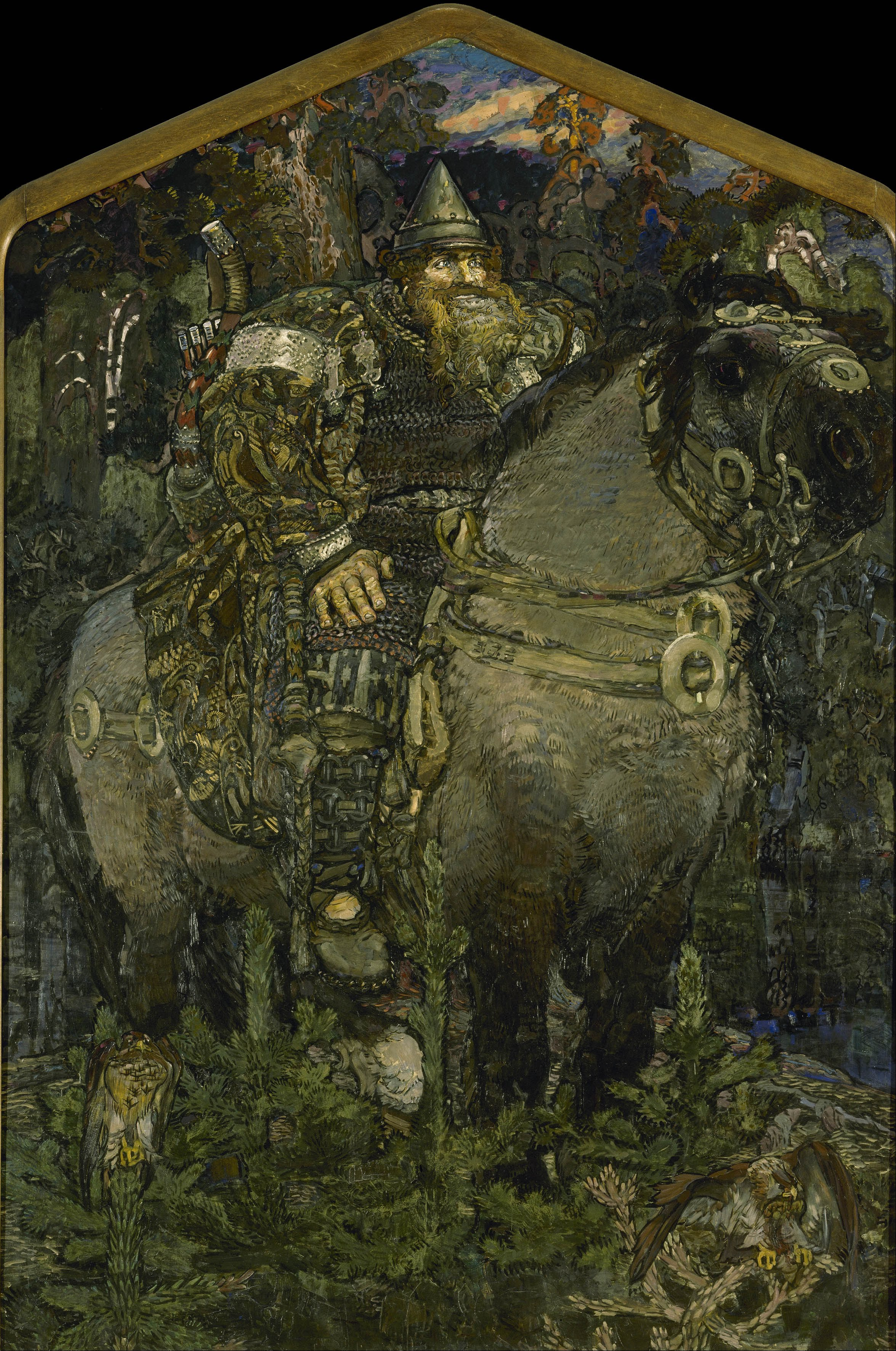
Bogatyr, 1898
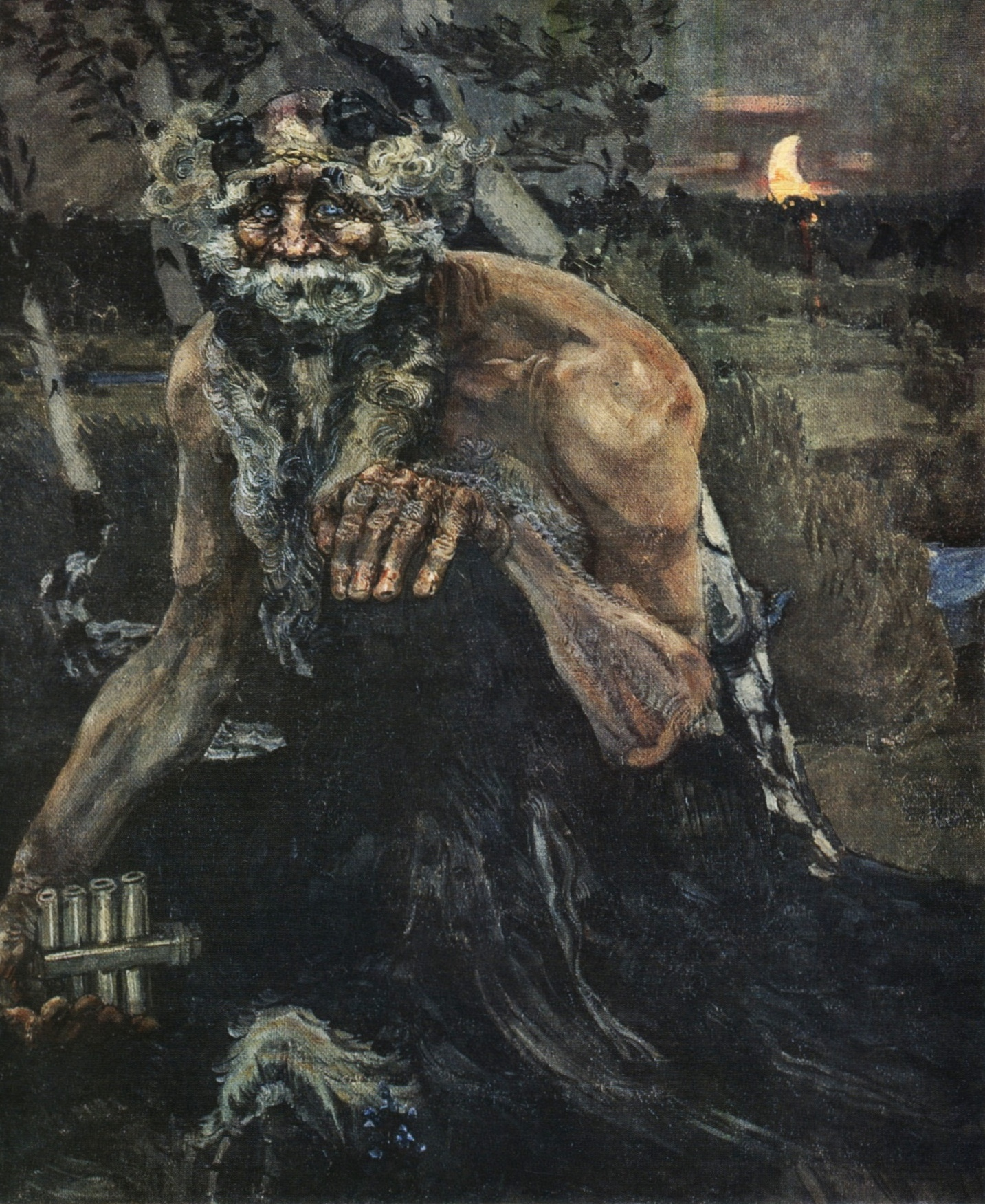
Pan, 1899
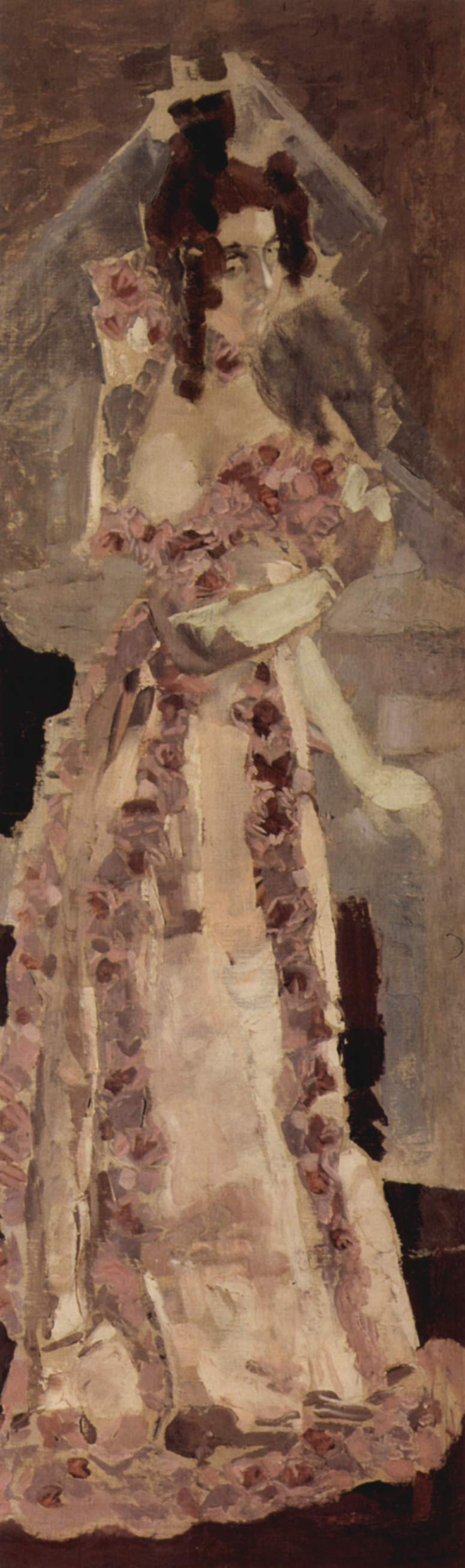
Nadezhda Zabela-Vrúbel, 1900
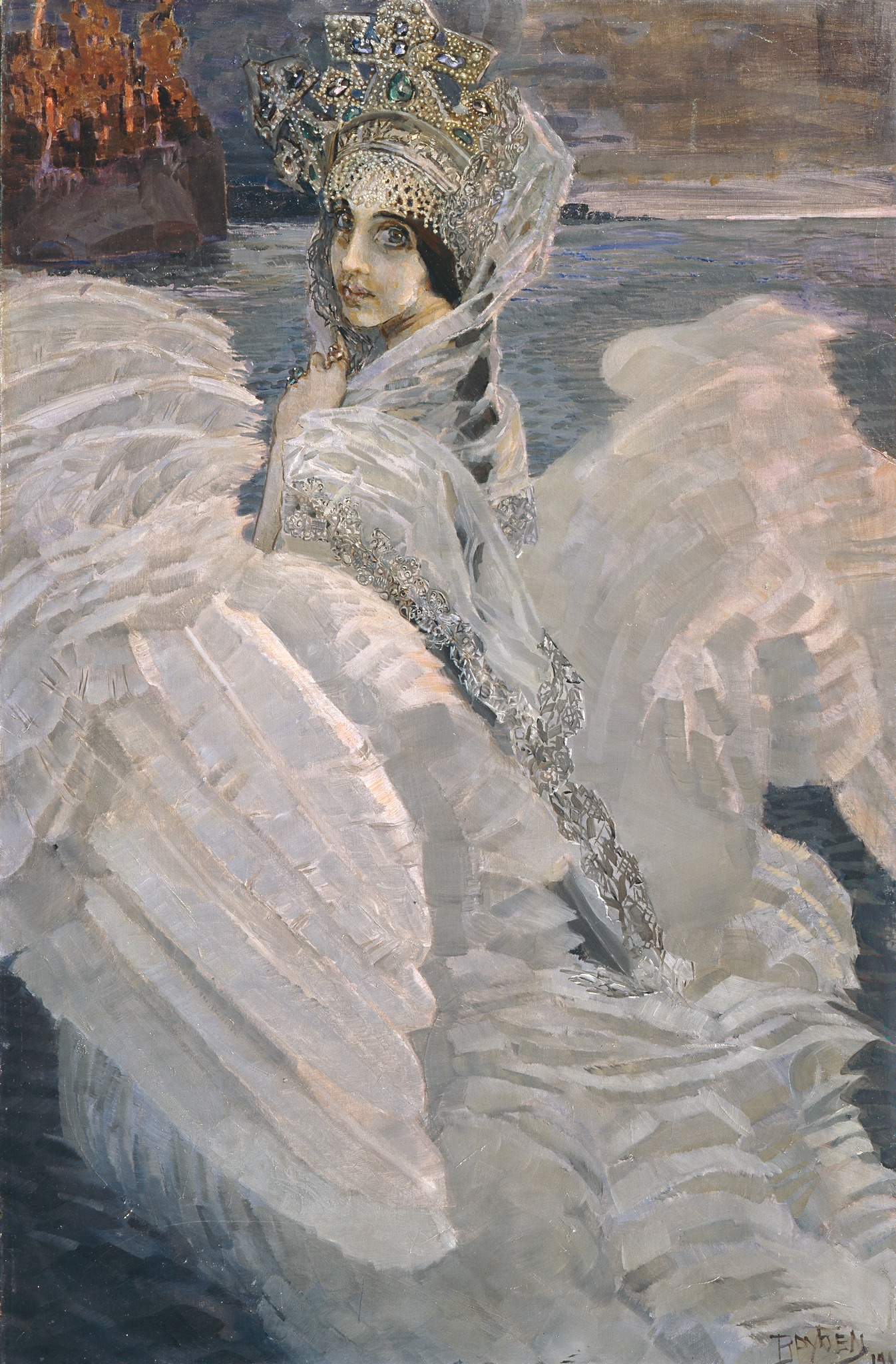
Nadezhda Zabela-Vrúbel como Zarevna-Cisne, 1900 (véase El cuento del zar Saltán)
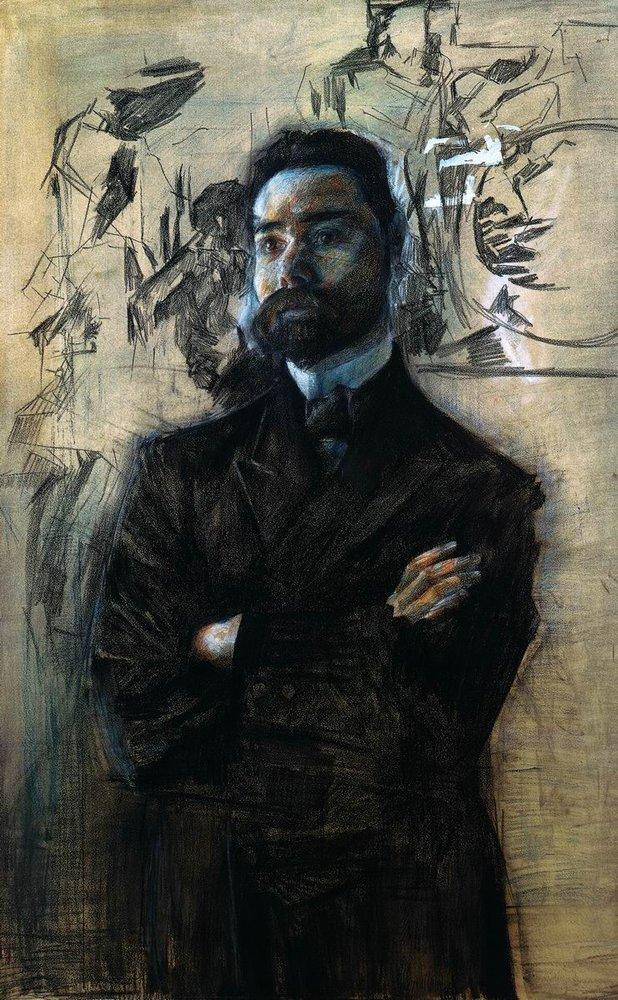
Retrato de Valeri Briúsov. 1906